# Лисенков Олексій Максимович
Олексій Максимович Лисенков (19 вересня 1916 — 19 березня 1945) — командир батареї самохідних артилерійських установок (САУ) 1458-го самохідного артилерійського полку (5-го гвардійського танкового корпусу, 6-ї танкової армії, 2-го Українського фронту), молодший лейтенант, Герой Радянського Союзу.

## Біографія
Лисенков Олексій Максимович народився 19 вересня 1916 року в селі Костянтинівка Туймазинського району Башкортостану в селянській родині.
Росіянин. Член ВКП(б) з 1942 року. Закінчив 8 класів. Працював у колгоспі.
В Червону армію призваний у 1940 році Туймазинським райвійськкоматом Башкирської АРСР. Учасник Другої світової війни з червня 1941 року. В 1943 році Олексій Максимович закінчив Київське артилерійське училище.
Командир батареї САУ 1458-го самохідного артилерійського полку (5-й гвардійський танковий корпус, 6-а танкова армія, 2-й Український фронт) молодший лейтенант Лисенков О. М. відзначився в ході Корсунь-Шевченківської операції.
Лисенко Олексій Максимович поліг смертю хоробрих 19 березня 1945 року в бою за село Гуттамаші, на північний захід від міста Секешфехервар (Угорщина). Похований в цьому ж селі.

## Подвиг
«У лютневі дні 1944 року, відбиваючи ворожі контратаки, батарея Лисенкова О. М. знищила в районі сіл Тихонівка та Яблунівка Лисянського району Черкаської області України 12 танків і 2 гармати. В одному з таких боїв, 23 лютого 1944 року Лисенков розташував свою САУ в укритті і влучним вогнем, знищив танк, 2 гармати і до 50 солдатів і офіцерів противника. Контратака гітлерівців захлинулася».
Указом Президії Верховної Ради СРСР від 13 вересня 1944 року за зразкове виконання завдань командування і проявлені мужність і героїзм у боях з німецько-фашистськими загарбниками молодшому лейтенанту Лисенкову Олексію Максимовичу присвоєно звання Героя Радянського Союзу з врученням ордена Леніна і медалі «Золота Зірка» (№ 4267).

## Нагороди
- Медаль «Золота Зірка» Героя Радянського Союзу (13.09.1944).
- Орден Леніна (13.09.1944).
- Орден Олександра Невського (11.09.1944).
- Орден Червоної Зірки (30.09.1944).

## Пам'ять
На батьківщині Героя Радянського Союзу О. М. Лисенкова на будівлі школи, де він навчався, встановлено меморіальну дошку.